# Kultura grawecka

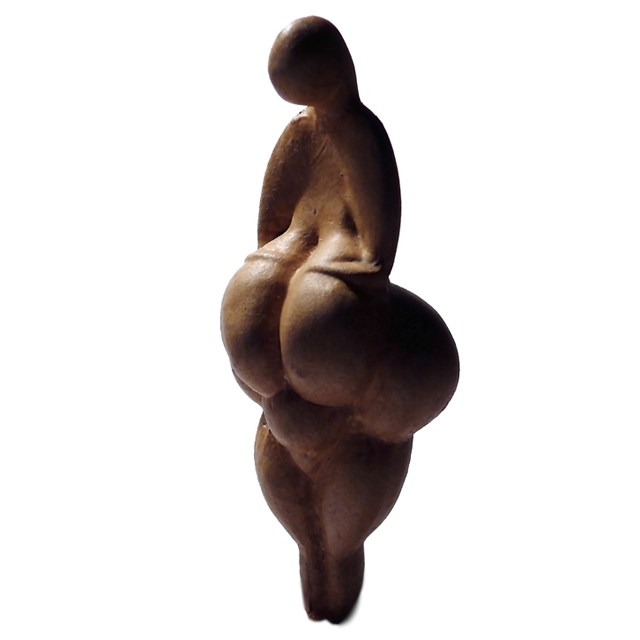
Wenus z Lespugue – Wenus paleolityczna, tego typu figurki kobiece są typowe dla kultury graweckiej

Kultura grawecka, grawetien – górnopaleolityczna kultura archeologiczna obejmująca swoim zasięgiem rozległe obszary europejskie. Często interpretowana jako zbiór wielu kultur archeologicznych i stąd nazywana kompleksem graweckim bądź grupą grawecką. Występowała od 32 do 20 tysięcy lat p.n.e. Nazwa tej kultury pochodzi od znalezisk w La Gravette w departamencie Dordogne w południowo-zachodniej Francji.
Charakterystyczne dla kultury graweckiej są wyroby kamienne w postaci ostrzy tylcowych mocowanych w kościanych bądź drewnianych oprawach, a także figurki kobiet, tzw. Wenus paleolitycznych (np. odkryta w Austrii Wenus z Willendorfu, czy francuski zespół figurek Wenus z Renancourt), wywodzących się prawdopodobnie z terenów Europy Centralnej. Przedstawiciele kompleksu graweckiego udoskonalili techniki polowania, oprócz oszczepów wprowadzając do użycia również łuki. Sieć osadnicza kultur graweckich była bardziej stabilna niż poprzednie, udoskonalone zostały strategie zdobywania i przechowywania zasobów. Najbardziej rozwiniętym centrum osadniczym grupy graweckiej było to znajdujące się w rejonie Moraw i Dolnej Austrii (kultura pawlowska).
Najważniejszym w Polsce stanowiskiem kultury graweckiej jest obozowisko myśliwych/łowców na zrębie św. Bronisławy, na naturalnej platformie ok. 60 m powyżej ujścia doliny Rudawy do Wisły, odkryte przy ul. Spadzistej (obecnie ul. Hofmana) w Krakowie, na którym znaleziono bardzo liczne narzędzia krzemienne. W tym zespole występują przewodnie zabytki tej kultury takie, jak jednozadziorce oraz noże typu Kostienki. Produkcja narzędzi odbywała się na miejscu z lokalnego surowca, jaki najczęściej stanowił ciemny krzemień licznie występujący jako konkrecje w jurajskich (oksfordzkich) wapieniach, tzw. facji wapieni gruboławicowych, budujących zręby w Krakowie.  Na stanowisku tym odkryto również największe w Polsce nagromadzenie kości mamucich, w obrębie którego występują szczątki należące do minimum 97 osobników. Ponadto znaleziono kości wilka (Canis lupus), niedźwiedzia (Ursus sp.), lisa polarnego (Vulpes lagopus/vulpes) oraz roślinożerców: renifer/karibu (Rangifer tarandus), dzikiego konia (Equus ferus), a także gryzoni. Liczne dobrze zachowane kości oraz próbki węgla drzewnego są pewnie datowane na około 24-20 tys. lat 14C BP . Kości i zęby, wilka a także niedźwiedzia służyły do wyrobu zawieszek. O szerszych zainteresowaniach społeczeństw kultury graweckiej pozyskiwaniem zasobów naturalnych ziemi świadczy znalezisko na terenie obozowiska (warstwa 6, wykop C) bryłek hematytu  (prawdopodobnie do produkcji czerwonego pigmentu - ochry), minerału nie występującego bezpośrednio w sąsiedztwie Krakowa.
Przedmioty powstałe w okresie kultury graweckiej odnaleziono również podczas wykopalisk prowadzonych w Jaskini Obłazowej niedaleko Nowego Targu. Znaleziono tam między innymi kościany bumerang. 
W jaskini Čertova pec w zachodniej Słowacji odkryto zaliczane do tej kultury użytkowo obrobione muszle mięczaków sprzed 30-24 tys. lat. Na Morawach i Ukrainie odkryto figurki przedstawiające ówczesną faunę tych terenów, np. mamuty, nosorożce włochate, lwy jaskiniowe oraz niedźwiedzie jaskiniowe.
Około 25 tys. lat p.n.e. graweckie centrum kulturowe relokowało się z terenów Moraw i Austrii w kierunku Słowacji Zachodniej. W owym okresie zanotowano wzmożone zastosowanie kości jako budulca, pojawiło się także użycie węgla kamiennego jako paliwa. 